# Ириней (Добриевич)
Епи́скоп Ирине́й (в миру Ми́рко Добри́евич, серб. Мирко Добријевић; 6 февраля 1955, Кливленд, штат Огайо) — архиерей Сербской Православной Церкви, епископ Восточноамериканский.

## Биография
Родился 6 февраля 1955 году в Кливленде в семье Джюро Добриевича и Милицы (урождённой Свилар).
Получил среднее образование в Кливленде, после чего в 1973—1975 годах учился в Кливлендском институте искусств.
В 1975 году поступил в Свято-Тихоновскую духовную семинарию в Саут-Кэйнане, штат Пеннсильвания, которую окончил в 1979 году с отличием. В 1980 году поступил во Свято-Владимирскую духовную семинарию в Крествуде, штат Нью-Йорк, которую окончил в 1982 году со степенью магистра богословия и почётной нотацией за диссертационную работу «Епископ Николай (Велимирович): Миссия в Америке 1921 г.» (англ. Bishop Nicholai Velimirovich: A 1921 Mission to America).
Много трудов он положил на поприще образования, преподавая в Университете Лойолы в Чикаго и на Богословском факультете Сербской Православной Церкви в Белграде. Был многолетним соредактором «Православного Пути» — официального издания Сербской Православной Церкви в Америке.
15 января 1994 года в сербском Воскресенском соборе в Чикаго митрополитом Среднезападно-Американским Христофором (Ковачевичем) рукоположён в сан диакона.
18 января 1995 года в Монастыре святого Саввы в Либертивилле, штат Иллинойс, он был пострижен в монашество с именем Ириней в честь святителя Иринея Лионского.
27 января 1995 года в Саввинском соборе в Парме, штат Огайо, рукоположён в сан иеромонаха.
В 2000 и 2003 годах обучался греческому в «Афинском Центре».
26 мая 2006 года решением Священного Архиерейского Собора Сербской Церкви иеромонах Ириней избран епископом Австралийским и Новозеландским.
18 июня 2006 года возведён в достоинство архимандрита епископом Тимокским Иустином (Стефановичем).
15 июля того же года в Архангело-Михаиловском соборе Белграда состоялась его епископская хиротония, которую совершили: архиепископ Цетинский и митрополит Черногорско-Приморский Амфилохий (Радович), митрополит Дабробосанский Николай (Мрджя), митрополит Гонконгский Никита (Лулиас) (Константинопольский Патриархат), епископ Жичский Хризостом (Столич), епископ Ситкинский Николай (Сораич) (Православная Церковь в Америке), епископа Бачский Ириней (Булович), Епископа Осечко-польский и Бараньский Лукиан (Владулов), епископ Враньский Пахомий (Гачич), епископ Шумадийский Иоанн (Младенович), епископ Браничевский Игнатий (Мидич), епископ Милешевский Филарет (Мичевич), епископ Будимлянско-Никшичкий Иоанникий (Мичович), епископ Захумско-Герцеговинский Григорий (Дурич), епископа Брегалничский Марк (Кимев), епископ Егарский Порфирий (Перич), епископ Липлянский Феодосий (Шибалич).
21 октября 2006 года состоялось его настолование, которое возглавил епископ Бихачско-Петровачский Хризостом (Евич) в старейшем в Австралии сербском храме — Саввинском соборном храме в Эланора-Хайтс, штат Новый Южный Уэльс, с определением его кафедры в Сиднее.
26 мая 2016 решением Архиерейского собора Сербской православной церкви был избран епископом Восточноамериканским, а занимавший ранее эту кафедру епископ Митрофан (Кодич) был назначен на Канадскую епархию.
1 октября 2016 года в Свято-Троицком соборе в Питтсбурге состоялась его интронизация.